# Italian Guitars
| Recensione | Giudizio |
| ---------- | -------- |
| AllMusic   | [ 1 ]    |

Italian Guitars è un album discografico a nome di Al Caiola & Orchestra, pubblicato dall'etichetta discografica Time Records nel gennaio (o) febbraio del 1961.

## Tracce
Lato A
1. Tango delle rose – 2:39 (Filippo Schreier, Aldo Bottero , Albert Gamse)
2. The Woodpecker Song – 1:57 (Bruno Cherubini , Eldo Di Lazzaro, Harold Adamson, Marty Robbins)
3. Torna a Surriento – 2:15 (Giambattista De Curtis, Ernesto De Curtis)
4. Only Love Me – 2:22 (Ernesto De Curtis, Virgilio Panzuti)
5. Arrivederci Roma – 2:45 (Pietro Garinei, Sandro Giovannini, Renato Rascel)
6. Come prima – 2:02 (Mario Panzeri, Vincenzo Di Paola, Sandro Taccani)

Lato B
1. Chitarra romana – 2:23 (Bruno Cherubini, Eldo Di Lazzaro)
2. Volare – 2:26 (Domenico Modugno, Franco Migliacci)
3. Mattinata – 2:32 (Ruggero Leoncavallo)
4. Sicilian Tarantella – 1:50 (Ned Miller, Chester Conn, G. Balsamo)
5. Nights of Splendor – 2:18 (Harry D. Kerr, J.S. Zamecnik)
6. Torero – 1:27 (Al Hoffman, Dick Manning)

## Musicisti
- Al Caiola - arrangiamenti, conduttore musicale
- Mr. X - chitarra spagnola
- Don Arnone - chitarra spagnola
- Allen Hanlon - chitarra spagnola
- Bucky Pizzarelli - chitarra spagnola
- George Barnes - chitarra elettrica
- Al Casamenti - chitarra elettrica
- Mr. Guitar - chitarra elettrica
- Art Ryerson - chitarra elettrica
- Bill Suyker - chitarra elettrica
- James Mitchell - chitarra elettrica
- Everett Barksdale - mandolino
- Leonid Bolotine - mandolino
- Al Chernet - mandolino
- Mike Danzi - mandolino
- Carlo De Filippis - mandolino
- Dick Dia - mandolino
- Dom Maffei - mandolino
- Carmen Mastren - mandolino
- Ben Mortell . mandolino
- Harry Reser - mandolino
- David Skine - mandolino
- John Vicari - mandolino
- Barry Galbraith - chitarra ritmica

Note aggiuntive
- Bob Shad - produttore
- Bob Arnold e John Cue - ingegneri delle registrazioni
- Murray Stein - design album[2]